# Comunitat d'aprenentatge
Una comunitat d'aprenentatge és un grup de persones que comparteixen objectius acadèmics comuns i actituds, els quals es coneixen mínimament per col·laborar en el treball a l'aula. Aquestes comunitats s'empren en un model interdisciplinar basat en grups que busquen un interès comú, enfocat en l'educació superior. Aquest projecte pot estar basat en un tipus de disseny educatiu o 'pedagògic' avançat.
Psicòlegs com David McMillan i David M. Chavis (1986) declaren que hi ha quatre factors clau que defineixen el sentit de comunitat: “(1) afiliació, (2) influència, (3) compliment de les necessitats individuals i (4) compartir esdeveniments i connexions emocionals. Així doncs, els participants de la comunitat d'aprenentatge han de sentir lleialtat i sentiment de pertinença en el grup (afiliació), tot mantenint el seu desig de treballar i ajudar els altres. A més, les activitats i fets que els participants fan han d'afectar tota la comunitat; això significa que l'actuació ha de ser activa i no només passiva (influència). Una comunitat d'aprenentatge ha de donar la possibilitat als participants de conèixer necessitats particulars (compliment de les necessitats individuals), expressant opinions personals, demanant ajuda o participació, informació específica i compartint històries i esdeveniments amb caire particular, incloent (compartir esdeveniments i connexions emocionals) experiències emocionals.
Les comunitats d'aprenentatge són força comuns a universitats, sobretot als Estats Units d'Amèrica, tot i que a Europa també se'n poden trobar.

## Història
L'origen de les Comunitats d'Aprenentatge prové de L'Escola de Persones Adultes de la Verneda al districte de Sant Martí a Barcelona, en funcionament des de 1978 amb una pràctica educativa i organitzativa fonamentada en gran part per la pedagogia de Paulo Freire. La seva experiència educativa es va publicar a la revista Harvard Educational Review. A partir del discurs de l'aprenentatge dialògic, s'ha meditat la lluita sobre la igualtat en la societat de la informació sent l'individu el que encamina la seva pròpia educació.

En un resum de la història del concepte de comunitat d'aprenentatge, Wolff-Michael Roth i Lee Yew Jin suggereixen que fins a principis de la dècada de 1990 i, de manera coherent amb (fins al moment) els paradigmes constructivistes i de processament de la informació piagetians dominants en l'educació, l'individu era vist com la "unitat d'ensenyament" i el focus d'investigació. Roth i Lee defineixen com a període obscur quan, influenciats pel treball de Jean Lave, Lave i Etienne Wenger, entre d'altres, els investigadors i professionals van canviar a la idea que el coneixement es considera millor com a pràctica cultural i és exhibit per practicants pertanyents a diverses comunitats;que, després dels primers treballs de Lave i Wenger, sovint es denominen comunitats de pràctica.
Roth i Lee afirmen que això va conduir a formes de praxi (aprenentatge i ensenyament de dissenys implementats a l'aula i influïts per aquestes idees) en què els estudiants es van animar a compartir les seves formes de fer matemàtiques, història, ciència, etc. En altres paraules, els estudiants participen en la construcció de dominis consensuals i "participen en la negociació i institucionalització". De fet, participen en comunitats d'aprenentatge. Roth i Lee analitzen les contradiccions inherents a això com una pràctica teòricament informada en l'educació.
Roth i Lee tenen a veure amb la comunitat d'aprenentatge com a categoria teòrica i analítica; critiquen la manera com alguns educadors utilitzen la noció per dissenyar entorns d'aprenentatge sense tenir en compte les estructures fonamentals implicades en la categoria. La seva anàlisi no té en compte l'aparició de comunitats d'aprenentatge als Estats Units a principis dels vuitanta. Per exemple, l'Evergreen State College, considerat àmpliament com un pioner en aquesta àrea, va establir una comunitat d'aprenentatge intercolegial el 1984. El 1985, aquesta mateixa universitat va establir el Washington Center for Improving the Quality of Undergraduate Education, que se centra en l'educació col·laborativa, incloent-hi les comunitats d'aprenentatge com una de les seves parts centrals.
Les comunitats d'aprenentatge van començar a guanyar popularitat en altres col·legis i universitats dels EUA a finals dels anys 80 i al llarg dels anys 90. El National Learning Commons Directory de Washington té més de 250 iniciatives de comunitats d'aprenentatge en escoles i universitats de tot el país.

## Projecte educatiu
Les Comunitats d'aprenentatge són un projecte que pretén educar enfront de la diversitat donant, resposta a les necessitats i als diferents reptes plantejats per l'educació basant-se en la igualtat, i la participació activa tant dels professors, de les famílies com dels alumnes. Aquestes comunitats esdevenen un canvi en els diferents centres educatius, ja que busca l'èxit escolar i pretén la transformació social i educativa. activant processos de desenvolupament capaços d'operar només quan s'interactua amb persones del seu entorn i en cooperació amb els companys.
Les Comunitats d'Aprenentatge impliquen a totes les persones que de forma directa o indirecta influeixen en l'aprenentatge i el desenvolupament de les i els estudiants, incloent a professorat, familiars, amics i amigues, veïns i veïnes del barri, membres d'associacions i organitzacions veïnals i locals, persones voluntàries entre d'altres. Aquesta implicació de tota la comunitat a l'educació escolar, inclosa la participació en les aules, recupera el sentit original del concepte de zona de desenvolupament pròxim de Lev Vigotski, que no limita la guia adulta que és necessària per aprendre, a la guia oferta per persones expertes. Tanmateix, a nivell europeu, les comunitats d'aprenentatge s'han inclòs com a part del projecte INCLUD-ED, ja que propicien la millora de la inclusió social, redueix la marginació i les desigualtats.

## Models
Les comunitats d'aprenentatge poden tenir diverses formes de dur-se a terme. Segons Barbara Leigh Smith de la Evergreen State College,
| « | L'enfocament de les comunitats d'aprenentatge fonamentalment reestructura el currículum, el temps i l'espai dels estudiants. S'usen molts tipus diferents de reestructuracions curriculars, però tots els models de comunitats d'aprenentatge intencionalment enllacen juntament cursos o treballs acadèmics per proporcionar una millor coherència curricular, més oportunitats per treballar grupalment amb altres persones i facilitar la interacció entre estudiants i facultat. | » |

Els experts acostumen a descriure cinc tipus de models no-residencials de comunitats d'aprenentatge:
1. Cursos enllaçats: Els estudiants agafen dos cursos i els connecten, normalment són un curs disciplinari com història o biologia i un curs d'habilitats com escriure, exposar oralment...
2. Unitats d'aprenentatge: Els estudiants agafen tres o més cursos connectats, normalment amb un tema interdisciplinari comú que els uneix.
3. Grups d'interès d'estudiants de primer curs: Model similar a l'anterior, però amb la diferència que en aquest model els estudiants comparteixen les mateixes assignatures, i sovint reben consells acadèmics com a part de la comunitat d'aprenentatge.
4. Comunitats d'aprenentatge federades: Similar al model d'Unitats d'aprenentatge, però amb un curs de seminari addicional ensenyat per un "estudiant avantatjat," un membre de la facultat matriculat en els altres cursos. Aquest fa una aproximació de dits cursos als altres estudiants. El curs de l'"estudiant avantatjat" dibuixa connexions entre els altres cursos.
5. Estudis coordinats: Aquest model no acaba de definir molt bé la línia entre cursos individuals. Les funcions de la comunitat d'aprenentatge com un únic i gegant curs que els estudiants i els membres de la facultat treballen a jornada completa per a un any acadèmic o per a un semestre sencer.

El model de comunitat d'aprenentatge residencial està pensat per als estudiants que viuen en residències universitàries o similars i comparteixen grau o curs. El que aquest model ofereix és la integració de contingut acadèmic amb les interaccions diàries entre estudiants, facultat, i personal que viu i treballa en aquestes residències i forma part del programa.

## Resultats
Les comunitats professionals d'aprenentatge no sols obtenen resultats positius en educands i els educadors. Les universitats sovint utilitzen les comunitats d'aprenentatge perquè s'ha demostrat que aquestes milloren els índexs de memorització dels alumnes. Emily Lardner i Gillies Malnarich del Washington Center a The Evergreen State College expressen que una comunitat d'aprenentatge pot tenir molt d'impacte en els estudiants:
| « | La companyonia i la unió pot ajudar els estudiants a estar més a l'escola, però les comunitats d'aprenentatge poden oferir més: coherència curricular, integració, aprenentatge de qualitat, col·laboració en la construcció de coneixement, habilitats i coneixements necessaris per viure en un món complex, divers i desordenat. | » |

Els estudis mostren que la participació dels alumnes en una comunitat d'aprenentatge té un gran efecte en l'aprenentatge de l'alumne i en els seus èxits.
Hi ha critiques a l'aprenentatge en grup doncs les persones del grup perden el seu sentit de responsabilitat individual i sovint les coses apreses a través de les responsabilitats individuals són les coses que recordem d'adults.